# IC 4593
IC 4593 — галактика типу PN (планетарна туманність) у сузір'ї Геркулес.
Цей об'єкт міститься в оригінальній редакції індексного каталогу.